# Lújar
Lújar – gmina w Hiszpanii, w prowincji Grenada, w Andaluzji, o powierzchni 36,88 km². W 2011 roku gmina liczyła 519 mieszkańców.